# Тарбаев, Сангаджи Андреевич
Сангаджи́ Андре́евич Тарба́ев (калм. Тарбан Санһҗ; род. 15 апреля 1982, Элиста, Калмыцкая АССР) — российский государственный и политический деятель. Председатель комитета Государственной Думы по туризму и развитию туристической инфраструктуры с 12 октября 2021 года. Член фракции «Новые люди».
Заместитель председателя Правительства Республики Калмыкия — постоянный представитель Республики Калмыкия при президенте Российской Федерации (2019—2020), редактор Высшей лиги КВН.
Телеведущий, капитан команды КВН «Сборная РУДН», чемпион Высшей лиги КВН 2006 года, генеральный продюсер «Yellow, Black and White» (2008—2012), продюсер промоутерской компании «Fight Nights Global», генеральный директор компании «My Way Productions», член Общественной палаты Российской Федерации (2014—2017), член Общественной палаты города Москвы (2019—2020), председатель Совета НКО «Всемирная ассоциация выпускников высших учебных заведений».

## Биография
Родился 15 апреля 1982 года в Элисте.
Отец — Андрей Сангаджиевич Тарбаев, по национальности калмык, мать — Макпал Габдуловна Тарбаева, по национальности казашка.
В 1999 окончил среднюю школу № 10 г. Элиста с золотой медалью.
В 1999—2005 годах проходил обучение в Российском университете дружбы народов, факультет гуманитарных и социальных наук, кафедра теории и истории международных отношений. В 2003 году проходил стажировку в Египте, в Хелуанском университете. В 2004 году проходил стажировку в Сирии, в Дамасском университете. В 2008 году окончил обучение в аспирантуре РУДН — «Специалист в области международных отношений». Переводчик с английского и арабского языков.
В июле 2019 года вошёл в тройку кандидатов на пост члена Совета Федерации от исполнительной власти Республики Калмыкия.
В октябре 2019 года был назначен на пост Заместителя Председателя Правительства Республики Калмыкия — постоянного Представителя Республики Калмыкия при Президенте Российской Федерации, в ноябре 2020 года покинул этот пост по собственному желанию.
С сезона 2021 года стал одним из редакторов Высшей лиги КВН.

## Хобби
Спортивные достижения: чёрный пояс по тхэквондо, чемпион Калмыкии.
Музыкальное образование: окончил музыкальную школу по классу «Скрипка» с красным дипломом.
Выступал за команду КВН «Сборная РУДН» 2002—2007. Чемпион высшей лиги КВН 2006 года.

## Медиа
В 2007—2008 годах являлся одним из ведущих телепередачи «Вокруг света» (на РТР), c 2011 года программа выходила на канале «Моя планета».
В 2008 году основал и стал генеральным директором телевизионной компании «ВБД Групп». Проекты компании для СТС — «Даёшь молодёжь!», «Одна за всех», шоу «Уральские пельмени», «Видео Битва», «Игрушки», «Однажды в милиции», «Светофор», «Нереальная история», «Кухня».
В 2011 получил премию «ТЭФИ-2011» в номинации «Продюсер телевизионной программы» за телепередачу «Одна за всех».
В 2012 году основал компанию «My Way Productions». Проекты — «Это смешно» (Россия 1), «Улица веселая» (Россия 1), «СалтыковЩедриншоу» (НТВ), «Киношоу» (НТВ), «Как я стал русским» (СТС).
Один из основателей и продюсер промоутерской компании «Fight Nights Global».
С 2011 года компания Fight Nights Global провела более 120 телевизионных турниров на каналах ДТВ, Рен-Тв, Россия 2, Матч ТВ.

## Общественная и политическая деятельность
В 2014—2017 годах — член Общественной палаты Российской Федерации.
Председатель Комиссии по поддержке молодёжных инициатив Общественной палаты Российской Федерации.
С 2015 по 2021 год — председатель Совета НКО «Всемирная Ассоциация выпускников высших учебных заведений».
В 2019—2020 годах — член Общественной палаты Москвы.
В 2021 году Сангаджи Тарбаев стал кандидатом в Государственную думу от партии «Новые люди».
19 сентября 2021 года избран депутатом Государственной Думы Федерального собрания Российской Федерации VIII созыва.
12 октября 2021 года избран председателем комитета Государственной Думы по туризму и развитию туристической инфраструктуры.

## Личная жизнь
Жена (2012—2024) Татьяна Тарбаева, два сына: Темуджин (род. 2013) и Данзан (род. 2018).

## Награды и творческие достижения
КВН
- 2003 — Малый Кивин в золотом в составе команды РУДН
- 2005 — Малый Кивин в золотом в составе команды РУДН
- 2006 — Кивин в золотом в составе команды РУДН
- 2006 — Чемпион Высшей Лиги КВН в составе команды РУДН
- 2007 — Летний Кубок КВН в составе команды РУДН
- 2011 — Большой Кивин в золотом в составе команды РУДН

Телевидение
- 2011 — Премия «ТЭФИ-2011» в номинации «продюсер телевизионной программы» за телепередачу «Одна за всех»

Ведомственные
- 2018 — Почетная грамота Генерального Прокурора Российской Федерации
- 2018 — Грамота Общественной палаты Российской Федерации
- 2018 — Награждён медалью Министерства обороны Российской Федерации

Государственные
- 2018 — Благодарность Президента Российской Федерации Владимира Путина — за активное участие в работе по подготовке и проведению выборов Президента Российской Федерации